# Apiospora imperatae
Apiospora imperatae är en svampart som först beskrevs av Rehm, och fick sitt nu gällande namn av Bat. & A.F. Vital 1957. Apiospora imperatae ingår i släktet Apiospora och familjen Apiosporaceae.   Inga underarter finns listade i Catalogue of Life.